# Expansieturbine

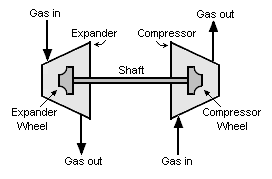
Figuur 1: Schematisch diagram van een compressor aangedreven door een expansieturbine

Een expansieturbine is een centrifugale of axiale turbine waarmee energie van hogedrukgas wordt omgezet in mechanische energie die meestal wordt gebruikt voor de aandrijving van een compressor. Omdat energie wordt ontleend aan het uitzettende gas, is de uitzetting een isentroop proces (dat wil zeggen een constant entropieproces), de lagedrukuitlaatgassen van de turbine gaan omlaag in temperatuur, soms tot -90 °C of minder.

## Toepassing
Expansieturbines worden op zeer grote schaal gebruikt als bron van koeling in industriële processen, zoals de winning van ethaan en aardgasvloeistoffen (NGL) uit aardgas, het vloeibaar maken van gassen (zoals zuurstof, stikstof, helium, argon en krypton) en andere lagetemperatuurprocessen.